# Lilla skolan

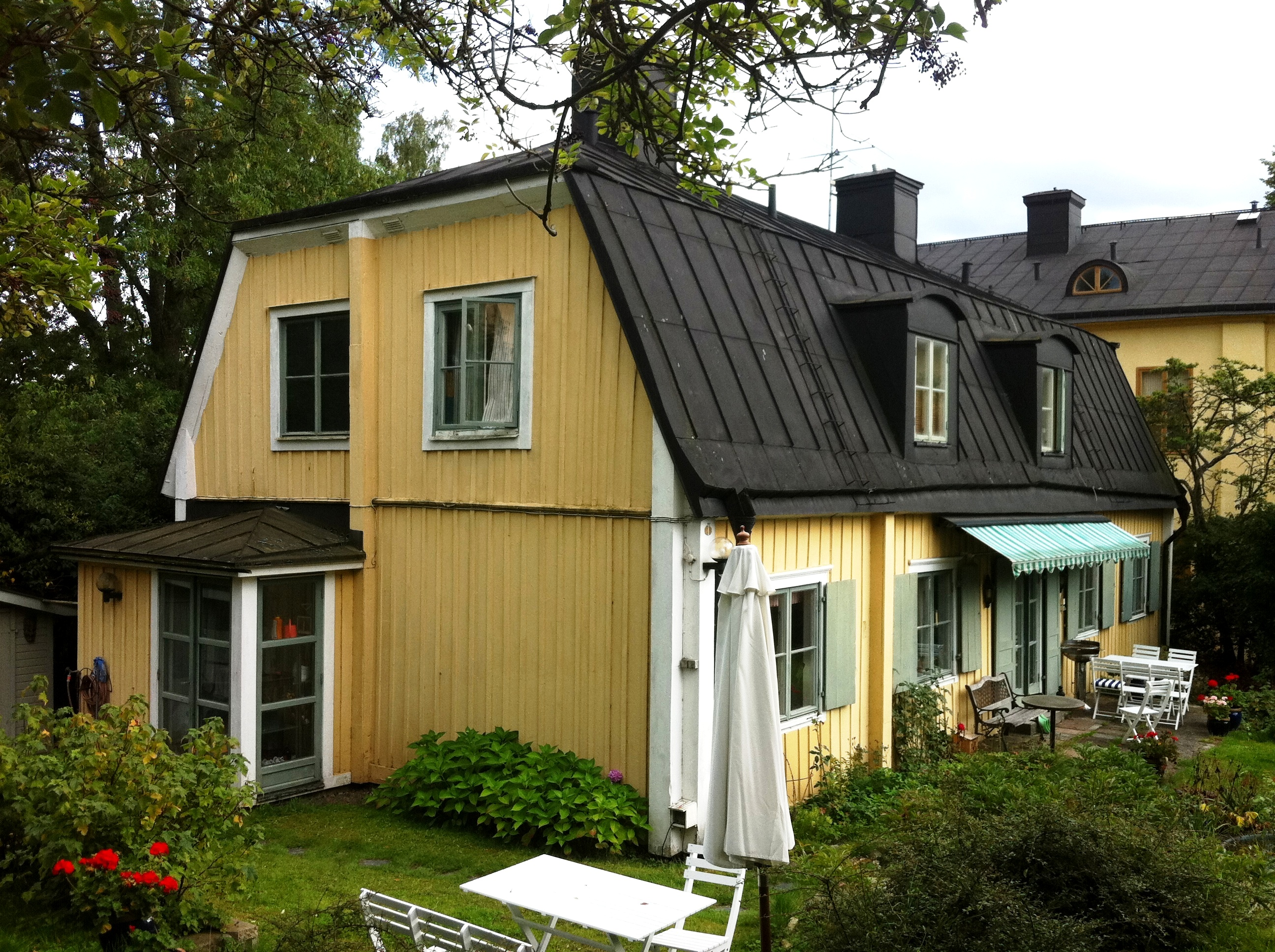
Lilla skola från Dragonvägen.

Lilla skolan, även Gamla skolan (officiellt  Drottningholm 1:57) är en byggnad vid Kvarnbacken 5 på Drottningholmsmalmen, Ekerö kommun. Den före detta skolbyggnaden är sedan 1983 ett lagskyddat byggnadsminne.

## Historik
Byggnaden är troligen uppförd kring sekelskiftet 1800 och betecknas 1815 som snickare Wallentins boställe. På änkedrottningen Desiderias initiativ inrättades byggnaden 1846 till småskola. Den är numera privat åretruntbostad. Huset är en låg envåningsbyggnad med inredd vind, uppförd av timmer och klädd med gulmålad locklistpanel. Det brutna taket med valmade gavelspetsar är täckt med svart plåt. Gaveln är vänd mot Dragonvägen, medan östra långsidan vetter mot Kvarnbacken som utgör även byggnadens adress.